# Pink Luv
Albums de Apink
Pink Blossom
(2014) Pink Memory
(2015)
Singles
1. Luv
Sortie : 24 novembre 2014

Pink Luv est le cinquième mini-album du girl group sud-coréen Apink. Il est sorti le 24 novembre 2014 avec le titre promotionnel "Luv".

## Liste des titres
| Téléchargement numérique | Téléchargement numérique                                                               | Téléchargement numérique      | Téléchargement numérique      | Téléchargement numérique | Téléchargement numérique | Téléchargement numérique | Téléchargement numérique | Téléchargement numérique | Téléchargement numérique |
| No                       | Titre                                                                                  | Auteur                        | Producteur(s)                 | Durée                    |                          |                          |                          |                          |                          |
| ------------------------ | -------------------------------------------------------------------------------------- | ----------------------------- | ----------------------------- | ------------------------ | ------------------------ | ------------------------ | ------------------------ | ------------------------ | ------------------------ |
| 1.                       | Luv                                                                                    | Shinsadong Tiger, Beom & Nang | Shinsadong Tiger, Beom & Nang | 03:58                    |                          |                          |                          |                          |                          |
| 2.                       | Wanna Be                                                                               | Park Cho-rong                 | Son Young-jin, Big Sancho     | 03:40                    |                          |                          |                          |                          |                          |
| 3.                       | Secret                                                                                 | Lee Won-hee                   | Lee Won-hee                   | 03:57                    |                          |                          |                          |                          |                          |
| 4.                       | I'm Not an Angel (천사가 아냐; Cheonsaga Anya)                                         | KZ, D'Day                     | KZ, Mr. Gomdol                | 03:26                    |                          |                          |                          |                          |                          |
| 5.                       | Once Upon a Time (동화 같은 사랑; Donghwa Gateun Sarang; lit. "Love Like A Fairytale") | Duble Sidekick, David Kim     | Duble Sidekick, Tenzo & Tasco | 03:52                    |                          |                          |                          |                          |                          |
| 6.                       | Luv (Instrumental)                                                                     |                               | Shinsadong Tiger, Beom & Nang | 03:58                    |                          |                          |                          |                          |                          |
| 22:51                    |                                                                                        |                               |                               |                          |                          |                          |                          |                          |                          |

| CD bonus tracks | CD bonus tracks        | CD bonus tracks | CD bonus tracks | CD bonus tracks | CD bonus tracks | CD bonus tracks | CD bonus tracks | CD bonus tracks | CD bonus tracks |
| No              | Titre                  | Auteur          | Producteur(s)   | Durée           |                 |                 |                 |                 |                 |
| --------------- | ---------------------- | --------------- | --------------- | --------------- | --------------- | --------------- | --------------- | --------------- | --------------- |
| 7.              | Good Morning Baby      | Duble Sidekick  | Duble Sidekick  | 03:40           |                 |                 |                 |                 |                 |
| 8.              | My Darling (Apink BnN) | Brave Brothers  | Brave Brothers  | 03:05           |                 |                 |                 |                 |                 |
| 29:36           |                        |                 |                 |                 |                 |                 |                 |                 |                 |

## Classement

### Album
| Classement               | Meilleure position |
| ------------------------ | ------------------ |
| Gaon Weekly album chart  | 1                  |
| Gaon Monthly album chart | 4                  |
| Gaon Yearly album chart  | 36                 |

### Ventes et certifications
| Classement            | Quantité       |
| --------------------- | -------------- |
| Gaon physical sales   | Plus de 77 586 |
| Oricon physical sales | Plus de 4 805  |

## Historique de sortie
| Pays         | Date             | Format                       | Label                                   |
| ------------ | ---------------- | ---------------------------- | --------------------------------------- |
| Corée du Sud | 24 novembre 2014 | CD, Téléchargement numérique | A Cube Entertainment LOEN Entertainment |